# Pátek
Pátek település Csehországban, a Nymburki járásban. Pátek Kouty, Poděbrady, Křečkov, Odřepsy, Okřínek és Choťánky településekkel határos. Lakosainak száma 769 fő (2024. január 1.).

## Népesség
A település lakosságának változását az alábbi diagram mutatja:
| Lakosok száma | 406  | 494  | 630  | 573  | 443  | 507  | 702  | 724  | 749  | 769  |
|               | 1869 | 1890 | 1921 | 1950 | 1980 | 2001 | 2017 | 2019 | 2022 | 2024 |